# Grandidierella koa
Grandidierella koa är en kräftdjursart som beskrevs av J. L. Barnard 1977. Grandidierella koa ingår i släktet Grandidierella och familjen Aoridae. Inga underarter finns listade i Catalogue of Life.